# Горичев (село)
Горичев (укр. Горичів) — село в Зимневской сельской общине Владимирского района Волынской области Украины.
Население по переписи 2001 года составляет 214 человек. Почтовый индекс — 44752. Телефонный код — 3342. Занимает площадь 4,68 км².